# バグルス
バグルス（The Buggles）は、イングランド出身の音楽ユニット。楽曲「ラジオ・スターの悲劇」のヒットで知られる、ニュー・ウェイヴ期の代表的グループ。

## 概要

### トリオ時代（1970年代 - 1979年）
1970年代にトレヴァー・ホーン（ベース）、ジェフ（ジェフリー）・ダウンズ（キーボード）、ブルース・ウーリー（ギター）の3人は、イギリスのシンガー、ティナ・チャールズのバック・バンドとしてキャリアをスタートさせている。
1977年、ホーン、ダウンズ、ウーリーによりバグルスを結成。トレヴァー・ホーンは当初よりプロデューサー志向であり、3人で多くのCM関係の音楽を制作している。後にハリウッドで映画音楽作曲家として活躍するハンス・ジマーも裏方として参加しており、ホーンとジマーは後に映画『トイズ』で共作もしている。
以降、ウーリーは自身のグループ、ザ・カメラ・クラブ（Bruce Woolley & The Camera Club）に注力するため離脱。残ったホーン、ダウンズの二人はその後、メジャーレーベル アイランド・レコードとの契約にこぎ着けた。

### デュオ体制期（1979年 - 1982年）
1979年に、デビュー曲の「ラジオ・スターの悲劇（Video Killed The Radio Star）」が全英1位の大ヒットを記録。初出はザ・カメラ・クラブのアルバム収録曲であったが（共作者のウーリーも権利を有するため）、バグルスのバージョンは秀逸に計算した音作りに仕上げ、ニュー・ウェイヴの時代を象徴する一曲となった。
ファースト・アルバム『ラジオ・スターの悲劇』（The Age of Plastic）発表後の1980年、ホーンとダウンズの2人はそろってイエスに加入する（バグルスはイエスと同じくブライアン・レーンのマネージメント・オフィスに所属していた関係があった）。ホーンがボーカル、ダウンズがキーボードを担当したイエスはアルバム『ドラマ』を発表し、欧米のツアーを行なった。しかし、従来のイエス・ファンからはボーカリストの交代が不評をもって迎えられ（ステージに登場したホーンに対してのかなりの罵声があったと言われている）、ツアー終了後にホーンが脱退し、イエスは解散状態になった。
1981年、2人は再びバグルスとしてセカンド・アルバム『モダン・レコーディングの冒険』を発表するが、まもなく活動を停止した。モダン・レコーディングの冒険を編集している頃は、ダウンズは既に制作から去ってエイジアの結成に参加しており、ホーン一人での作業だった。このため、当時、実質的にバグルスはホーンの個人バンドであったと認識されるに至っている。
その後、ホーンは売れっ子プロデューサーとして一時代を築き（後の再結成イエスのプロデュースも担当し「ロンリー・ハート」などのヒット曲を制作）、ZTTレコーズの設立にも名を連ねた。一方、ダウンズはエイジアの中心人物として活動を継続している。

### その後
楽曲「ラジオ・スターの悲劇」は、1981年8月1日にアメリカで開局したMTVが、記念すべき一曲目のミュージック・ビデオに採用。そのほか多くのアーティストによってカバーされた。2000年6月、ブロード・バンド（The Broad Band）によるパロディー音楽「ビデオ・スターの悲劇（Internet Killed The Video Star）」としてカバーされ、Shockwave.comでFlashアニメーションとして配信された。
2004年11月11日、ホーン、ダウンズ、ウーリーはウェンブリー・アリーナで行われたチャールズ皇太子信託基金（プリンス・トラスト）のチャリティーコンサートに再びバグルスとして参加し、「ラジオ・スターの悲劇」他を演奏した。
2010年にホーンはバグルスの再結成を宣言し、9月28日、ロンドン郊外にあるThe Supperclub Londonにて、31年目にして初のフルライブ「The Lost Gig」が行われた（ダウンズ、ウーリーも参加）。この頃、3枚目のアルバム制作についても示唆されている。
2011年、イエスのアルバム『フライ・フロム・ヒア』に、ダウンズがメンバーとして参加し、ホーンがプロデュースを担当した。表題曲は2人がイエスに参加していた頃に作られた楽曲をベースに再構成されている。原曲のバグルス・ヴァージョンは2010年に発売された『モダン・レコーディングの冒険』再発CDにボーナストラックとして収録されている。そして前年に続き、一夜限りの再結成ライブを10月25日に開催した。
その後はホーンがソロで名義を受け継ぎ、2023年にはシール (歌手)のツアーでバックバンドが協力してサポートアクトを務めた。

## 歴代メンバー
- トレヴァー・ホーン（Trevor Horn） - ボーカル・ベース・ギター（1977年–1982年、2004年、2010年、2011年、2023年）
- ジェフ・ダウンズ（Geoff Downes） - キーボード（1977年–1981年、2004年、2010年、2011年）

（インディーズ時代、再結成のみ）
- ブルース・ウーリー（英語版）（Bruce Woolley） - ギター（1977年–1979年、2004年、2010年、2011年）

## ディスコグラフィ

### アルバム
| 発表年 | タイトル（邦題）                                                    | タイトル（原題）               | 最高順位（UK） |
| ------ | ------------------------------------------------------------------- | ------------------------------ | -------------- |
| 1980年 | ラジオ・スターの悲劇 （かつての邦題は『プラスティックの中の未来』） | The Age of Plastic             | 27             |
| 1981年 | モダン・レコーディングの冒険                                        | Adventures In Modern Recording | -              |

### シングル
| 年               | 曲目                                    | 音楽チャート最高位 | 音楽チャート最高位  | 音楽チャート最高位 | 音楽チャート最高位 | 音楽チャート最高位 | 音楽チャート最高位 | 音楽チャート最高位 | 音楽チャート最高位 | 音楽チャート最高位    | 音楽チャート最高位 | 音楽チャート最高位 | 音楽チャート最高位 | アルバム                     |
| 年               | 曲目                                    | イ ギ リ ス        | オ l ス ト ラ リ ア | ス イ ス           | フ ラ ン ス        | ド イ ツ           | ア イ ル ラ ン ド  | イ タ リ ア        | オ ラ ン ダ        | ニ ュ l ジ l ラ ン ド | ス ウ ェ l デ ン   | ア メ リ カ        | 南 ア フ リ カ     | アルバム                     |
| ---------------- | --------------------------------------- | ------------------ | ------------------- | ------------------ | ------------------ | ------------------ | ------------------ | ------------------ | ------------------ | --------------------- | ------------------ | ------------------ | ------------------ | ---------------------------- |
| 1979             | "Video Killed the Radio Star"           | 1                  | 1                   | 1                  | 1                  | 2                  | 1                  | 1                  | 16                 | 2                     | 1                  | 40                 | 6                  | ラジオ・スターの悲劇         |
| 1980             | "Living in the Plastic Age"             | 16                 | —                   | —                  | 5                  | 29                 | —                  | —                  | 29                 | —                     | —                  | —                  | —                  | ラジオ・スターの悲劇         |
| 1980             | "Clean Clean"                           | 38                 | —                   | —                  | —                  | 60                 | —                  | —                  | —                  | —                     | —                  | —                  | —                  | ラジオ・スターの悲劇         |
| 1980             | "Elstree"                               | 55                 | —                   | —                  | —                  | —                  | —                  | —                  | —                  | —                     | —                  | —                  | —                  | ラジオ・スターの悲劇         |
| 1981             | "I Am a Camera"                         | —                  | —                   | —                  | —                  | —                  | —                  | —                  | 46                 | —                     | —                  | —                  | —                  | モダン・レコーディングの冒険 |
| 1981             | "Adventures in Modern Recording (song)" | —                  | —                   | —                  | —                  | —                  | —                  | 27                 | —                  | —                     | —                  | —                  | —                  | モダン・レコーディングの冒険 |
| 1982             | "On TV"                                 | —                  | —                   | —                  | —                  | —                  | —                  | —                  | —                  | —                     | —                  | —                  | —                  | モダン・レコーディングの冒険 |
| 1982             | "Lenny"                                 | —                  | —                   | —                  | —                  | —                  | —                  | —                  | 17                 | —                     | —                  | —                  | —                  | モダン・レコーディングの冒険 |
| 1982             | "Beatnik"                               | —                  | —                   | —                  | —                  | —                  | —                  | —                  | —                  | —                     | —                  | —                  | —                  | モダン・レコーディングの冒険 |
| "—" チャート圏外 |                                         |                    |                     |                    |                    |                    |                    |                    |                    |                       |                    |                    |                    |                              |